# Théologie chrétienne
La théologie chrétienne veut « rendre raison de la foi chrétienne ». Elle est une tentative d'intelligence rationnelle de la foi au moyen des catégories de diverses philosophies (grecques au départ, modernes ensuite). Selon la formule de saint Anselme de Cantorbéry, on la définit comme Fides quaerens intellectum.
La théologie désigne le discours croyant sur Dieu, la Bible, la religion et l'Église, et notamment sur les doctrines chrétiennes, élaborée selon les moyens et la perspective énoncés ci-dessus. Tout discours croyant n'est pas théologique, mais peut-être de l'ordre de la confession de foi (ou témoignage), de la prédication, voire de la louange. On peut aussi parler de la théologie de telle ou telle grande figure (théologie johannique, théologie paulinienne, théologie d'Augustin ou augustinisme). On parle aussi de théologie calviniste ou de théologie luthérienne.
Les autorités religieuses organisent l'enseignement de la théologie comme discipline universitaire. Le caractère scientifique de la théologie demeure discuté. Sa parenté avec la philosophie la ferait mieux nommer une « sagesse ». Mais au Moyen Âge, on la considérait comme la reine des sciences, couronnement et sommet de tout savoir humain, selon la place que la métaphysique occupait dans le système aristotélicien. Toutefois, au regard des critères de la science, seules certaines branches peuvent être absolument considérées comme des disciplines scientifiques. Dans l'Église orthodoxe, la théologie n'est pas considérée comme une discipline spéculative et déductive mais comme la connaissance expérimentale d'un Dieu qui se manifeste à sa création. Le titre de « théologien » n'est d'ailleurs attribué qu'à trois saints seulement : saint Jean l'évangéliste, saint Grégoire de Nazianze et saint Syméon le Nouveau Théologien.

## Histoire de la théologie chrétienne

### L'âge des Pères de l'Église
En 325, le symbole de Nicée a été adopté du concile de Nicée par l’Église.
Très tôt après la naissance du christianisme, des chrétiens, dont certains sont connus des catholiques et des orthodoxes sous le nom générique de Pères de l'Église rédigent des ouvrages pour défendre leur foi (apologétique) et pour en expliquer le contenu. Les Pères de l'Église, nombreux tant dans le milieu grec que romain, écrivent de nombreux ouvrages qui constitueront la base du développement ultérieur de la théologie. Parmi les grandes figures de cette époque, on citera Clément d'Alexandrie, Ambroise de Milan, Augustin d'Hippone, Tertullien et Justin de Naplouse. C'est une époque où les dogmes se fixent peu à peu, ce qui conduit à diverses querelles de doctrine.

### Le Moyen Âge latin et la scolastique

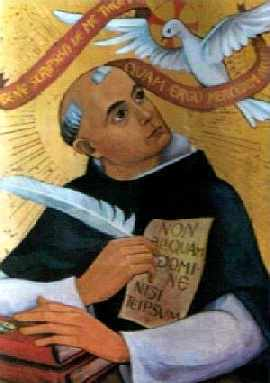
St Thomas d'Aquin (1225-1274)

Au Moyen Âge, la théologie était une discipline essentielle au sein des écoles cathédrales puis des universités naissantes. L'introduction de la philosophie d'Aristote, à commencer par sa Logique dans la réflexion théologique est le fait marquant de la scolastique, donnant lieu à la publication de nombreux écrits et à nouveau à des discussions doctrinales. Thomas d'Aquin est l'un des grands théologiens de cette période. Mais Anselme de Cantorbéry, Hugues de Saint-Victor, Pierre Abélard, Albert le Grand avant lui, Bonaventure de Bagnorea son contemporain, Jean Duns Scot et Guillaume d'Occam ensuite, ont marqué, parmi d'autres, l'histoire de la théologie médiévale.
Parallèlement à cette scolastique, se développe une « théologie visuelle » à fonction pédagogique qui s'inspire de la doctrine des quatre sens de l'Écriture. Le Moyen Âge est en effet partagé entre la nécessité culturelle de l'image (l'écriture restant inaccessible à la majorité) et la crainte de ses perversions cultuelles, notamment l'idolâtrie. Les récits imagés dans les églises (vitraux, chapiteaux, tympans, fresques), les biblia pauperum et les Speculum humanae salvationis suscitent cependant la méfiance des théologiens.

### La théologie moderne (XVIesiècle-XIXesiècle)
La théologie a connu un nouvel essor avec la Réforme et la Contre-Réforme. Les théologiens réformateurs, qui donneront leurs noms à des confessions qui existent encore, développent des idées neuves en matière théologique. Cette vague de Réforme engage les catholiques à réagir et à réaffirmer ses dogmes.
Avec les Lumières, la théologie connaît une crise. Du côté catholique, elle se sclérose en refusant les idées modernes. Un cartésianisme catholique tente avec Malbranche une percée infructueuse. Il faudra attendre le XIXe siècle pour voir un renouveau côté romain (Moehler). Puis viendra le triomphe du néo-thomisme.
Chez les protestants, le XVIIIe siècle est marqué par l'influence de Leibniz puis du rationalisme. Le piétisme se développe en grande partie sous une impulsion hostile à la théologie « desséchante » opposée au « cœur » croyant et spontané.
Puis au début du XIXe siècle, se développent plusieurs grands systèmes basés sur Hegel ou dérivé de celui de Schleiermacher qui, en se fondant sur le sentiment religieux, tente de dépasser victorieusement les positions kantiennes qui rendaient impossible toute métaphysique rationnelle.
Plus tard dans le siècle, Albert Ritschl initie un retour à Kant. Enfin, vers 1900, Harnack, Troeltsch et Herrmann, sont les noms marquants parmi les théologiens protestants. Le socialisme chrétien se développe. Mais surtout le siècle est marqué par l'essor de l'exégèse historico-critique, les tentatives d'écrire une vie de Jésus sur une base historique fiable, tentatives auxquelles les travaux d'A. Schweitzer mettront un terme. La dimension apocalyptique et eschatologique de la prédication de Jésus est redécouverte dans le même temps.

### La théologie contemporaine
La théologie contemporaine nait du drame des guerres mondiales et du vacillement du monde bourgeois. Côté protestant citons les noms de Karl Barth, Rudolf Bultmann, Paul Tillich, Dietrich Bonhoeffer, Jürgen Moltmann… Côté catholique Karl Rahner, Hans-Urs von Balthasar, Pierre Teilhard de Chardin, Hans Küng, Henri de Lubac, Yves-Marie Congar…
Plus particulièrement, le choc de la Shoah suscite des interrogations dans la théologie chrétienne. Celle-ci se trouve en effet contrainte à un sérieux examen de conscience : qu’en est-il de l'antijudaïsme qu’elle a si longtemps secrété ? Quelle relation peut-on établir entre cet antijudaïsme et l’antisémitisme moderne, voire l’antisémitisme nazi ? Dans la mesure où la théologie chrétienne s’est pour une part construite sur une délégitimation de l’existence d’Israël, la « théologie de la substitution » elle-même se trouve aujourd’hui récusée, sous toutes ses formes et dans tous ses prolongements. Les théologiens chrétiens sont conduits à penser autrement quelques-unes des questions les plus fondamentales de leur propre tradition : le sens du Nouveau Testament, la christologie, la sotériologie, l’œcuménisme, l’alliance, l’unicité de la médiation de salut en Jésus-Christ, la théologie des religions non chrétiennes.
De même, la crise écologique et le dialogue interreligieux ont un impact sur la théologie chrétienne, obligeant à un nouveau regard des relations entre Dieu, la nature et l'homme, à travers une relecture du premier chapitre du Livre de la Genèse (premier récit de la Création dans la Bible), pour pallier l'anthropocentrisme excessif dans lequel l'Occident s'est engagé depuis quelques siècles. Dans l'encyclique Laudato si' (2015), le pape François considère en effet que la racine de la crise écologique se situe dans le « paradigme technocratique » et les formes de pouvoir qui dérivent de la technologie, ainsi que dans l'« anthropocentrisme dévié » lié à la modernité. Dans le deuxième chapitre de l'encyclique, le pape souligne qu'à l’homme incombe la responsabilité de « cultiver et protéger le jardin du monde (cf. genèse 2,15) ». Il faut noter les apports du théologien catholique Fabien Revol sur l'interprétation de cette encyclique. Le théologien orthodoxe Jean-Claude Larchet s'est également exprimé sur les racines de la crise écologique.  
Notre époque, depuis les années soixante, est celle de la crise aggravée de la théologie chrétienne qui peine à retrouver sa crédibilité. Elle prend des directions différentes pour y parvenir mais sans vrai succès. La théologie est de plus en plus sensible à l'effort œcuménique. De nouveaux courants se développent, les plus connus étant ceux de la Théologie de la libération, théologie féministe, théologie du process, réception de Heidegger, retour à Troeltsch ou tout simplement traditionalisme et/ou au fondamentalisme.
L'exégèse développe des thèses de plus en plus radicales (remise en cause des théories sur la composition du Pentateuque qui avaient été admises depuis les travaux de Günkel voilà un siècle et plus, recherche du Jesus Seminar sur les logia de Jésus…). La découverte des manuscrits de Qumran jouera un rôle et ouvrira une nouvelle époque en matière de recherche biblique.
La déchristianisation en Occident rend la théologie de plus en plus complexe. Une crise des valeurs affecte le christianisme et rejaillit sur l'entreprise théologique. Des théologies extra-européennes tentent de se faire entendre dans une visée d'inculturation du christianisme. Mais de manière générale le caractère intellectuel traditionnel de la religion chrétienne s'efface. La théologie évangélique a été établie avec la doctrine de l’Église de professants, publiée en 1527 dans la Confession de Schleitheim par les frères Suisses, un groupe d’anabaptistes, dont Michael Sattler, à Schleitheim est une publication qui a répandu cette doctrine,.

## Branches de la théologie
De manière plus concrète, la théologie chrétienne peut être divisé en 4 courants majeurs ; théologie catholique, théologie orthodoxe, théologie protestante, et théologie évangélique. Toutefois, les branches suivantes se retrouvent dans chaque courant,, :
- Histoire de la Bible ;
- Exégèse biblique ;
- Théologie biblique ;
- Théologie fondamentale ou doctrine de Dieu, qui est l'étude de Dieu et, plus précisément, de Dieu le Père ;
- Christologie, domaine d'étude sur le Christ, à la fois sa vie, la mission, la nature et la relation avec Dieu et l'humanité ;
- Pneumatologie, qui étudie le Saint-Esprit ;
- Sotériologie, qui étudie le salut, en particulier la notion de justification et sainteté ;
- Apologétique ;
- Ecclésiologie, qui étudie les nombreux aspects et facettes de l'Église. Parfois, l'ecclésiologie est également associée à la théologie pratique ;
- Eschatologie chrétienne, qui étudie le jugement dernier et le destin de l'homme ;
- Hamartiologie (en grec « hamartia » veut dire péché), qui étudie le péché et le mal ;
- Angélologie, qui il étudie les anges et leur mission ;
- Démonologie, qui étudie les démons, en particulier Satan.